# До останнього подиху (повість)
«До останнього подиху» — повість кримськотатарського письменника Таїра Халілова.

## Історія написання
Повість «До останнього подиху» написана у 1992 році. Перша публікація — 2003 р. у збірнику сучасної кримськотатарської прози «Самотній пілігрим».
В основу повісті покладено реальні події депортації кримських татар з 18.05 по 21.05.1944 року з  території Криму. Кримські татари—східноєвропейський тюркський народ, що історично сформувався в Криму (в XIII—XVII століттях). 8 квітня 1944 року розпочалася операція з вигнання нацистських окупантів з території Кримського півострова. До завершення боїв 22 квітня в доповідній записці на ім'я Голови НКВС СРСР Л. Берії кримські татари були звинувачені в масовому дезертирстві з лав Червоної Армії. 10 травня Берія в листі очільнику держави Й.Сталіну запропонував виселити все кримськотатарське населення до Узбекистану.  18-21 травня 1944 року проводилась депортація кримськотатарського народу з його історичної батьківщини — Криму.

## Назва та епіграф
Назва повісті вказує на вибір героя до останнього подиху залишатися Людиною, яку можна знищити, але не перемогти.
Епіграфом до твору є цитата з повісті-притчі Гемінґвея «Старий і море»: «Людина не для того створена, щоб терпіти поразку. Людину можна знищити, але не можна перемогти». Це глибоко символічно, адже обидва «старі» (Бекир і Сантьяго) жили за принципом «людину можна знищити, а здолати не можна». Бекир, чоловік з поламаною тоталітаризмом долею, але з незламною людською гідністю. Бекир, навіть очікуючи розстрілу в камері приречених, зовсім не розкаюється. Він до останнього подиху залишається сильним.

## Тема та проблематика
Біографія старого уособлює трагедію кримськотатарського народу в тоталітарній державі. Тема повісті «До останнього подиху» — депортація кримських татар та свавілля влади на прикладі історії життя, боротьби та любові головного героя твору (синівської любові, чоловічої любові, батьківської любові), віддзеркалення в ній трагічної долі кримськотатарського народу. Таїр Халілов досліджує пограничні життєві стани, в яких герой  не раз опиняється. Як письменник-екзистенціаліст Таїров зображує поворотні пункти у житті людини. Герой усвідомлює власну екзистенцію, відчуває себе вільною особистістю, здатною відкинути все те несуттєве і бере на себе відповідальність за наслідки.
Головна думка: несправедливість радянського тоталітаризму щодо 200-тисячного кримськотатарського народу; звеличення сили духу людини, її рішучості, незламності, гідності.
Проблеми:
- проблема двоїстості людської натури — розмова Бекира-хлопчика й Бекира-старого. Бекир-хлопчик стоїть на шляху самопізнання, Бекир-старий сягнув свого призначення і долю;
- проблема самотності і старості: «Як погано на старості лишатись на самоті, особливо, коли ти смертельно хворий і немає кому подати навіть склянку води…» Звучить надія на спадкоємність поколінь.

Лейтмотив твору — опис важкого шляху старого до зачинених дверей, очікування батьком повернення сина.

## Сюжет
Повість «До останнього подиху» відтворює один день із життя старого тяжкохворого чоловіка. Сюжет побудований навколо його спроб дістатися до дверей, у які хтось дзвонить. Старий повзе, часто непритомніє, і тоді пам'ять повертає його у різні періоди життя. Спогади старого про життя складають окрему сюжетну лінію. Перед ним постають епізоди:
- дитинство на березі Чорного моря
- перше кохання
- війна
- депортація 1944 року
- поневіряння в Узбекистані
- зрада приятеля
- радянська каторга
- звільнення й короткі відвідини Криму
- робота в геологічній експедиції
- випадкова зустріч із жінкою, яку покохав ще в юності
- одруження, народження сина
- смерть дружини
- самотність

## Герої твору
Бекир-хлопчик, Бекир-старий, Еміне, слідчий Гюрза.
Старий Бекир, людина з поламаною тоталітаризмом долею, та з незламною людською гідністю. Бекир тяжко хворий, він вже четверту добу нічого не їв, його язик став як «дряпучий наждачний папір», у нього «висохли нутрощі», «злиплі, запечені і потріскані губи». Його немічне тіло, виснажене старістю й хворобами. Він дуже самотній, єдина рідна людина — дорослий син живе далеко на півночі, працює інженером на гірничорудному комбінаті. Чекаючи Есфета, старий то впадав у забуття, то приходив до тями. Письменник дав головному герою ім'я свого батька. Бекир проходить тяжкі випробування. Офіцер, капітан мужньо воює з фашистами у роки другої світової війни. Замість слави він отримує каторгу та позбавленням громадянських прав. Проте навіть очікуючи розстрілу в камері приречених, зовсім не розкаюється.
Бекир любить землю своїх предків: «Я не Мцирі, любий хлопчику, та моя любов до землі своїх предків незнищенна. Я страшенно люблю її степ і гори, її небо, схід і захід сонця, пил її доріг. І буду любити до останнього подиху. І хотів би, щоб моє змучене тіло було поховане в рідній землі». Герою притаманні: людська гідність, сміливість, незламність характеру, велика сила волі: «Тоді я міг втопитись, та все одно вигріб на берег. І зараз я доповзу і відчиню двері, хай там що. Ти тільки не йди, синку. Я обов'язково дійду і відчиню тобі двері. Я ніколи не мав богатирської сили, але завжди відзначався впертістю характеру, а сила волі, мій хлопчику, щось таки важить…».  Любов і жертовність відкривають йому справжній сенс життя. Бекир вірний своїй любові Еміне.  «Я ніколи тебе не зраджував, — шепотів пошерхлими губами: — Я пройшов усю війну, умирав і воскресав. Твоя любов була моїм оберегом, давала мені сили вижити». "Чи знав я щастя? Важко сказати. Та й хто може похвалитися своїм щастям? У житті стільки всього намішано: і радості, і печалі. Живеш — то вже щасливий.

## Художні особливості
У повісті досліджуються «пограничні стани» людського буття, що властиво філософії екзистенціалізму. Наявні також риси, властиві узагальненому символізму: домінує думка: відверто-цинічну несправедливість радянський тоталітаризм учинив стосовно 200-тисячного кримськотатарського народу.
Наскрізною метафорою є образ підступної змії. Старий пригадує той жах, як у нього на очах змія пожерла ластів'ят у гнізді. Безпомічні й ще голі пташенята прийняли за матір гадюку, яка підповзала їх проковтнути. Змія переростає у символ розправи режиму над кримськотатарським народом 1944 року: «Вони проковтнули вас!». Ту саму метафору автор використав, коли зображував радянську катівню. Садист-слідчий з надзвичайно довгою шиєю і маленькою головою порівнюється з гюрзою.Згадуючи фронт і бойових побратимів, Бекир знову подумки повертається до образу свого ката, схожого на змію: «А Гюрза, мабуть, не воював, ховався в тилу і душив невинних людей. Як би я хотів опинитися з ним у рукопашному бою. З яким би задоволенням я всадив у нього штик і розплющив прикладом його зміїну голову».
Образом-символом повісті є і вода. Герой твору четверту добу не їв і не пив. «Про хліб він не думав, йому дуже хотілось».
Фінал твору є відкритим. Невідомо, хто саме подзвонив у двері до старого, але надія на краще є: це «яскраве світло», яке вдарило в очі немічного старого, коли він таки відчинив свої двері назустріч Майбутньому…

## Відзнаки
4 грудня 2018 року Таїр Халілов став лауреатом спеціальної номінації «Внесок у розвиток кримськотатарської літератури».